# Fille du destin
Fille du destin est un roman d'Isabel Allende publié en 1999.

## Résumé
À Valparaiso en 1832, Rose et son frère Jérémy, Anglais, récemment installés, adoptent Eliza (bébé), Indienne. En 1848 Joaquin, fiancé d'Eliza, part chercher de l'or en Californie. En 1849 Eliza y va avec Tao, cuisinier et médecin chinois. Elle continue seule. Rose découvre qu'Eliza est fille de son frère John, capitaine de bateau. Ne trouvant pas Joaquin, Eliza rejoint Tao à San Francisco. Devenu bandit, Joaquin est tué en 1853.